# Fujitani Nariakira

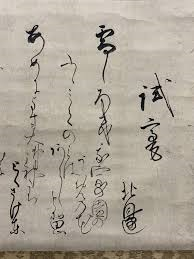
Fujitani:Waka (Anfang)

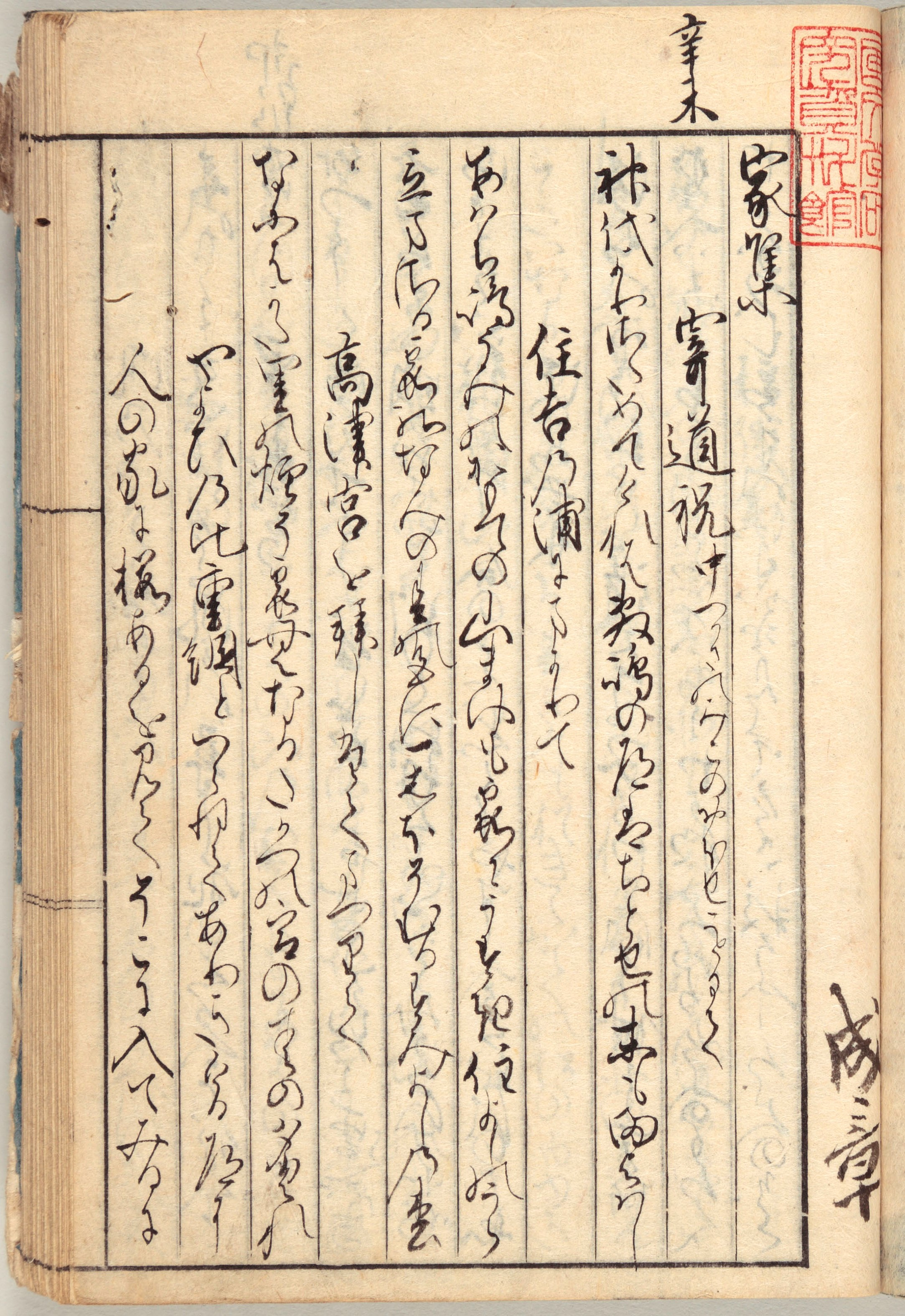
Fujitani: Beginn der Notizen

Fujitani Nariakira (japanisch 富士谷 成章; geboren 1738 in Kioto; gestorben 9. November 1779) war ein japanischer Literaturtheoretiker und Sprachforscher der Edo-Zeit.

## Leben und Werk
Fujitani Nariakira war der jüngere Bruder des Konfuzianisten und Erforschers der chinesischen Grammatik, Minagawa Kien (1734–1807). Bekannt ist Fujitani vor allem für seine Beiträge zur japanischen Grammatik. Was seine Einteilung in Wortklassen anbetrifft, erinnert sie an die Einteilung innerhalb der indogermanischen Sprachen. Er formulierte seine Terminologie mit Einkleidungsmetaphern:
- die Klasse der na (名), also der Namen, umfasst die Substantive,
- die Klasse der yosoi (装), also der Gewänder, umfasst die Verben und Adjektive,
- die Klasse der kazashi (挿頭), also des Blumen-Haarschmucks, umfasst die Verben und Adjektive, einige Konjunktionen und Interjektionen,
- die Klasse der ayui (脚結), also der Gewandbänder, umfasst Präpositionen und einige weitere Konjunktionen und Interjektionen.

Fujitani gilt als einer der originellsten frühen Grammatiker in Japan, auch wenn sein Werk durch die traditionelle chinesische Grammatik beeinflusst ist. Seine literarischen Theorien wurden von seinem Sohn und Nachfolger, Fujitani Mitsue (1768–1823), weiter entwickelt, seine grammatischen Theorien von den Mitgliedern der Motoori-Norinaga-Schule, insbesondere von Suzuki Akira (1764–1837), Motoori Haruniwa (1763–1828) und Tōjō Gimon (1786–1843).
Fujitanis Grab befindet sich am Jōbon-Rendai-ji (上品蓮台寺) in Kyōto.

## Publikationen (Auswahl)
- Kazashishō (挿頭抄), 1767.
- Ayuishō (脚結抄), 1778.